# Élections législatives de 1951 dans la Côte-d'Or
Les élections législatives françaises de 1951 se tiennent le 17 juin. Ce sont les deuxièmes élections législatives de la Quatrième République.

## Mode de scrutin
Représentation proportionnelle plurinominale suivant la méthode du plus fort reste dans 103 circonscriptions, conformément à la loi des apparentements : les listes qui se sont « apparentées » avant l'élection remportent tous les sièges de la circonscription si leurs voix ajoutées obtiennent la majorité absolue des suffrages exprimés. Il y a 629 sièges à pourvoir.
Le vote préférentiel est admis. 
Dans le département de la Côte-d'Or, cinq députés sont à élire.

## Candidats

### Liste d'union des indépendants, des paysans et des républicains nationaux
| N° | Candidats | Candidats             | Parti | Principales fonctions                                                                    |
| -- | --------- | --------------------- | ----- | ---------------------------------------------------------------------------------------- |
| 01 |           | Albert Lalle          | CNIP  | Agriculteur, député sortant, maire de Villy-le-Moutier                                   |
| 02 |           | Marcel Roclore        | CNIP  | Député sortant, médecin, Vice-Président du Conseil général, maire de Saulieu             |
| 03 |           | Jean Vieillard-Baron  | CNIP  | Avocat à la Cour d'Appel, ancien bâtonnier, conseiller municipal de Dijon                |
| 04 |           | Madeleine Tournamille | CNIP  | Commerçante, conseillère municipale de Dijon                                             |
| 05 |           | Marcel Aubry          | CNIP  | Eleveur, conseiller général du canton de Baigneux-les-Juifs, maire de Jours-lès-Baigneux |

### Liste de la Section française de l'Internationale ouvrière
| N° | Candidats | Candidats           | Parti | Principales fonctions |
| -- | --------- | ------------------- | ----- | --- |
| 01 |           | Jean Bouhey         | SFIO  | Député sortant, ancien Commissaire de la République, viticulteur négociant, ancien Président du Conseil général, Villers-la-Faye |
| 02 |           | Eugène Marlot       | SFIO  | Conseiller municipal de Dijon, chef du service des ventes d’un quotidien régional, ancien déporté                                |
| 03 |           | Léon Mazet          | SFIO  | Conseiller général du canton de Montbard, ancien garde forestier                                                                 |
| 04 |           | Raymonde Mauchaussé | SFIO  | Conseillère municipale de Dijon, professeur de français, ancienne résistante                                                     |
| 05 |           | Auguste Variot      | SFIO  | Conseiller général du canton de Saint-Jean-de-Losne, agriculteur à Saint-Usage                                                   |

### Liste du Rassemblement du peuple français
| N° | Candidats | Candidats       | Parti | Principales fonctions                                             |
| -- | --------- | --------------- | ----- | ----------------------------------------------------------------- |
| 01 |           | Pierre Billotte | RPF   | Membre du conseil de direction du RPF, Compagnon de la Libération |
| 02 |           | Émile Lepître   | RPF   | Maire de Laignes, Président du comice agricole                    |
| 03 |           | François Bray   | RPF   | Agriculteur, directeur de coopérative à Montagny-lès-Seurre       |
| 04 |           | Marcel Dubois   | RPF   | Président du comice agricole, conseiller municipal de Montbard    |
| 05 |           | Charles Oursel  | SFIO  | Conseiller municipal de Dijon                                     |

### Liste de concentration républicaine
| N° | Candidats | Candidats          | Parti | Principales fonctions                                     |
| -- | --------- | ------------------ | ----- | --------------------------------------------------------- |
| 01 |           | Chanoine Félix Kir | CR    | Maire de Dijon, ancien résistant, député sortant          |
| 02 |           | Colette Tainturier | RGR   | Propriétaire exploitante à Bligny-le-Sec                  |
| 03 |           | André Blondel      | MRP   | Professeur de droit international à la Faculté de Dijon   |
| 04 |           | Ernest Guillon     | CR    | Agriculteur et viticulteur, Chassagne-Montrachet          |
| 05 |           | Eugène Thévenot    | CR    | Exploitant agricole, maire de La Chaume, ancien résistant |

### Liste d'Union républicaine, résistante et antifasciste
| N° | Candidats | Candidats         | Parti | Principales fonctions                                                                         |
| -- | --------- | ----------------- | ----- | --------------------------------------------------------------------------------------------- |
| 01 |           | Pierre Meunier    | UP    | Député sortant, fonctionnaire, ancien résistant, membre de l'Union progressiste, Arnay-le-Duc |
| 02 |           | Juliette Dubois   | PCF   | Employée, ancienne déportée politique, conseillère municipale de Dijon                        |
| 03 |           | André Bonnet      | PCF   | Cheminot, syndicaliste CGT, ancien résistant, Dijon                                           |
| 04 |           | Camille Crusserey | PCF   | Viticulteur à Fixin                                                                           |
| 05 |           | Odette Jarlaud    | PCF   | Institutrice à Dijon, ancienne résistante                                                     |

## Élus
| Député sortant | Parti | Parti | Député élu ou réélu | Parti | Parti |
| -------------- | ----- | ----- | ------------------- | ----- | ----- |
| Pierre Meunier |       | PCF   | Pierre Meunier      |       | PCF   |
| Jean Bouhey    |       | SFIO  | Jean Bouhey         |       | SFIO  |
| Félix Kir      |       | CNIP  | Félix Kir           |       | CNIP  |
| Marcel Roclore |       | CNIP  | Pierre Billotte     |       | RPF   |
| Albert Lalle   |       | CNIP  | Albert Lalle        |       | CNIP  |

## Résultats

### Résultats à l'échelle du département
- Les listes du CNIP et RPF se sont apparentées.
- Leurs voix cumulées représentant moins de 50% des exprimés, les sièges sont répartis à la proportionnelle entre tous les partis.
- Le score de l'apparentement est considéré comme celui d'une liste pour la répartition générale, ensuite la répartition interne des sièges entre apparentées se fait également à la proportionnelle.

| Parti    | Parti        | Tête de liste   | Résultats | Résultats | Sièges |  |
| Parti    | Parti        | Tête de liste   | Voix      | %         |        |  |
| -------- | ------------ | --------------- | --------- | --------- | ------ |  |
|          | CNIP *       | Albert Lalle    | 40 951    | 26,13     | 1      |  |
|          | SFIO         | Jean Bouhey     | 32 472    | 20,72     | 1      |  |
|          | RPF *        | Pierre Billotte | 28 624    | 18,27     | 1      |  |
|          | CNIP-Rad-MRP | Félix Kir       | 27 111    | 17,30     | 1      |  |
|          | PCF          | Pierre Meunier  | 25 830    | 16,48     | 1      |  |
|          |              |                 |           |           |        |  |
| Inscrits | Inscrits     | Inscrits        | 202 846   | 100,00    | 5      |  |
| Votants  | Votants      | Votants         | 159 979   | 78,87     |        |  |
| Exprimés | Exprimés     | Exprimés        | 156 694   | 97,95     |        |  |